# Матиас I фон Алвенслебен
Матиас I фон Алвенслебен (на немски: Matthias I von Alvensleben; † 1552) е благородник от „червената линия“ на род Алвенслебен в Саксония-Анхалт, господар на замък в Калфьорде, по-късно в Летцлинген и Еркслебен.
Фамилията Алвенслебен се разделя ок. 1300 г. на три линии: „червената линия“, която измира през 1553 г., „бялата“ и „черната линия“. 

## Биография
Той е син на Фридрих фон Алвенслебен († 1518), господар на замък Калфьорде, който е собственост на фамилията от 1396 г. на друг Фридрих фон Алвенслебен.
Матиас наследява собственостите на баща си през 1518 г. Той е много обичан, понеже управлява сърдечно. Населението на Калфьорде имат множество права за поляните и дърветата в близките планини. След десет години с Калфьорде се сдобива със заложни права Матиас фон дер Шуленбург, собственик на имение в Алтенхаузен. През 1534 г. заложената собственост отива на Андреас фон Алвенслебен. Лудолф X фон Алвенслебен има също дял, но само до 1559 г.
Матиас I фон Алвенслебен умира през 1552 г. Със синът му Фридрих X (1529 – 1553) измира червената линия на род Алвенслебен.

## Фамилия
Матиас I фон Алвенслебен се жени за Гертрауд фон Трота († 1540). Те имат децата:
- София фон Алвенслебен (* 20 april 1516; † 1590), последната католическа абатиса в манастир Алтхалденслебен (1558 – 1590)[2]
- Фридрих X фон Алвенслебен (1529 – 1553), последният от червената линия на Алвенслебен.